# Parallelia arcifera
Parallelia arcifera là một loài bướm đêm trong họ Erebidae.